# Phytomyza aralivora
Phytomyza aralivora este o specie de muște din genul Phytomyza, familia Agromyzidae, descrisă de Spencer în anul 1969. Conform Catalogue of Life specia Phytomyza aralivora nu are subspecii cunoscute.